# Kegeliella orientalis
Kegeliella orientalis är en orkidéart som beskrevs av Günter Gerlach. Kegeliella orientalis ingår i släktet Kegeliella och familjen orkidéer.
Artens utbredningsområde är Venezuela. Inga underarter finns listade i Catalogue of Life.